# Uông Bí
Uông Bí è una città del Vietnam, situata nella provincia di Quang Ninh.